# 默爾塔勒波利尼克山

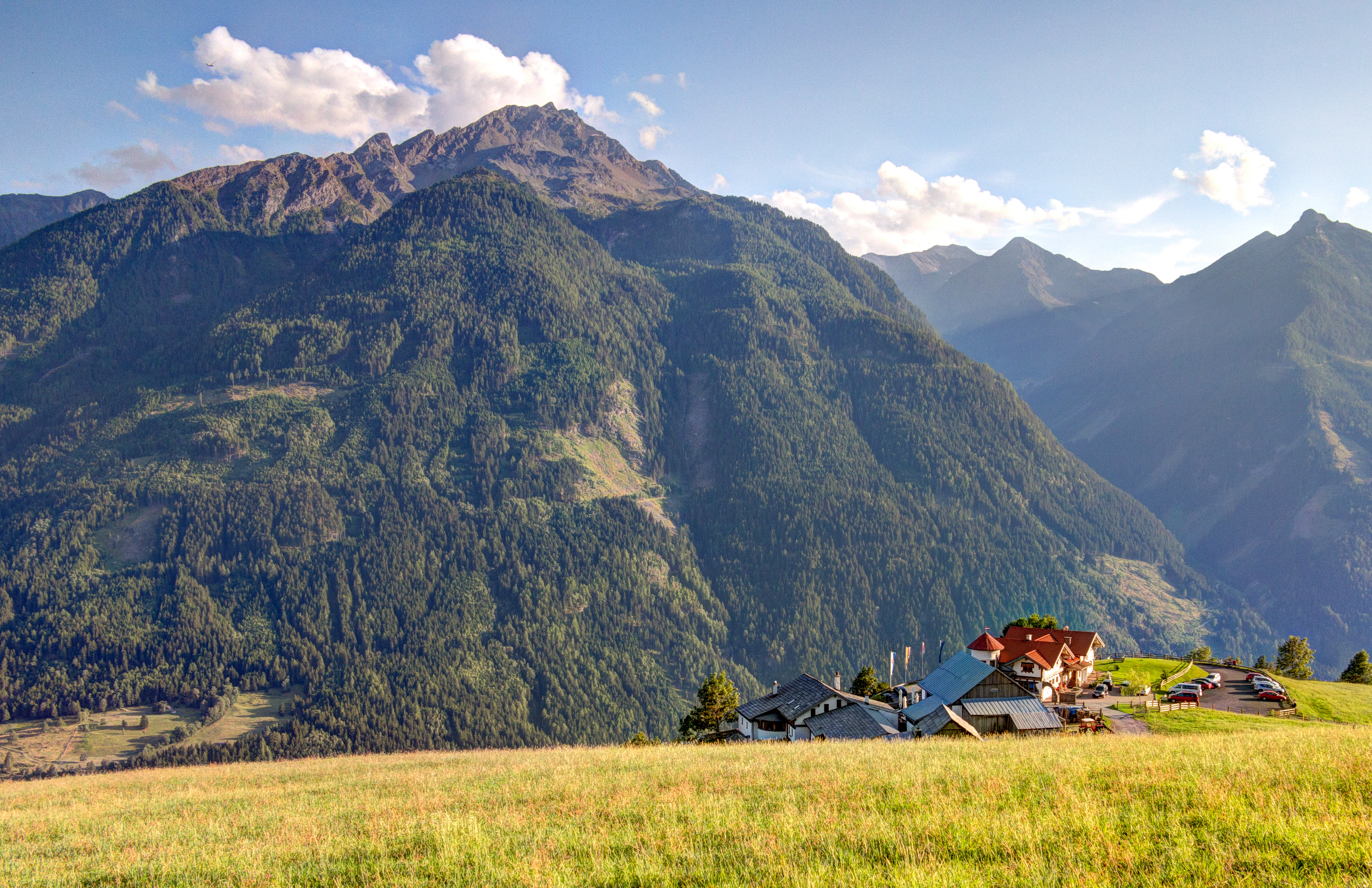

46°53′46″N 13°09′24″E / 46.8960111°N 13.1567111°E
默爾塔勒波利尼克山（德語：Mölltaler Polinik），是奧地利的山峰，位於該國南部，由克恩頓州負責管轄，屬於克羅伊茨埃克山脈的一部分，海拔高度2,784米。